# Vladimir Tenev

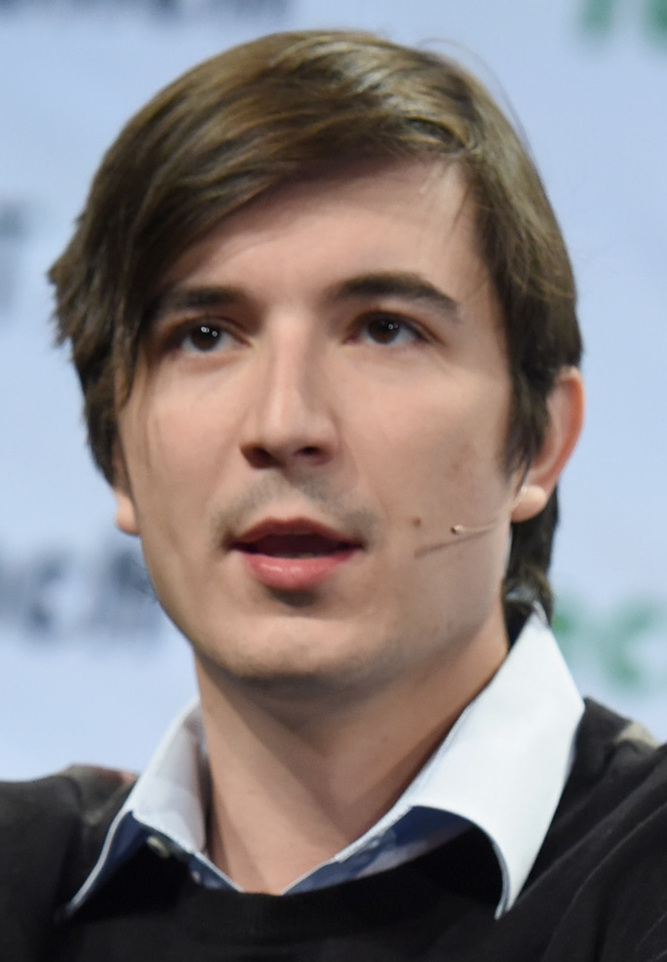
Vladimir Tenev (2016)

Vladimir Tenev (bulgarisch Владимир Тенев; * 13. Februar 1987 in Warna) ist ein bulgarisch-US-amerikanischer Unternehmer sowie Mitbegründer und CEO von Robinhood, einem Finanzdienstleistungsunternehmen. Sein Vermögen lag im Februar 2025 bei 3,4 Milliarden US-Dollar.

## Leben
Tenev wurde in Bulgarien geboren, und seine Eltern wanderten in die USA aus, als er fünf Jahre alt war. Beide arbeiteten für die Weltbank. Er besuchte die Thomas Jefferson High School for Science and Technology, eine Privatschule in Fairfax County. Er studierte Mathematik an der Stanford University, wo er Baiju Bhatt kennenlernte und einen Bachelor of Arts erwarb. Er studierte auch für eine Zeit an der University of California, Los Angeles, brach sein Studium aber ab, um Unternehmer zu werden.
Gemeinsam mit Bhatt gründete Tenev zuerst ein Handelsunternehmen im Bereich des Hochfrequenzhandel und schließlich ein weiteres Unternehmen, welches spezielle Software an andere Hochfrequenzhändler vertrieb. Im Jahr 2013 gründeten Tenev und Bhatt gemeinsam die Handelsplattform Robinhood. Nach einer Finanzierungsrunde im Mai 2018, die die Bewertung von Robinhood auf 6 Milliarden US-Dollar erhöhte, wurden Tenev und Bhatt zu Milliardären.
Robinhood geriet durch den Anstieg der GameStop-Aktie 2021 in den Fokus der Öffentlichkeit. Robinhood untersagte dabei auf seiner Plattform für eine Zeit lang den Kauf bestimmter Aktien, darunter GameStop. Die Entscheidung löste breite Kritik von Nutzern der App sowie von Politikern beider großer amerikanischer Parteien aus. Am 18. Februar 2021 sagte Tenev vor dem United States House Committee on Financial Services über die Rolle von Robinhood während der GameStop-Affäre aus. Tenev geriet unter heftige Kritik von Mitgliedern beider Parteien und wurde dafür attackiert, dass er sich schwer tat, Antworten auf eine Reihe von Fragen zu geben.
Im Mai 2021 stellte Tenev bei der US-Börsenaufsicht SEC den Antrag auf den Börsengang für Robinhood. Der Börsengang erfolgte am 29. Juli 2021.
Tenev war 2023 Mitbegründer des in Palo Alto ansässigen KI-Startups Harmonic, dessen Vorstandsvorsitzender er ist. Das Unternehmen versucht das Problem der Halluzinationen in KI-Systemen zu lösen.

## Persönliches
Tenev ist mit Celina A. Tenev verheiratet und hat drei Kinder.

## Mediale Darstellung
Im Film Dumb Money, der auf diesen Ereignissen der GameStop-Affäre basiert, wird er von Sebastian Stan gespielt.